# 欧洲E16公路
欧洲E16公路（E16）是欧洲的一条国际公路，起点为北爱尔兰伦敦德里，穿过英国，终点为挪威奥斯陆，全长约710公里。

## 线路
欧洲E16公路穿过以下主要城市：

- 英国：伦敦德里 - 贝尔法斯特 - （海洋） - 格拉斯哥 - 爱丁堡 - （海洋）
- 挪威：（海洋） - 卑尔根 - 沃斯 - 洛达尔 - （洛达尔隧道） - 法格內斯 - 赫讷福斯 - 奥斯陆

## 沿途风景

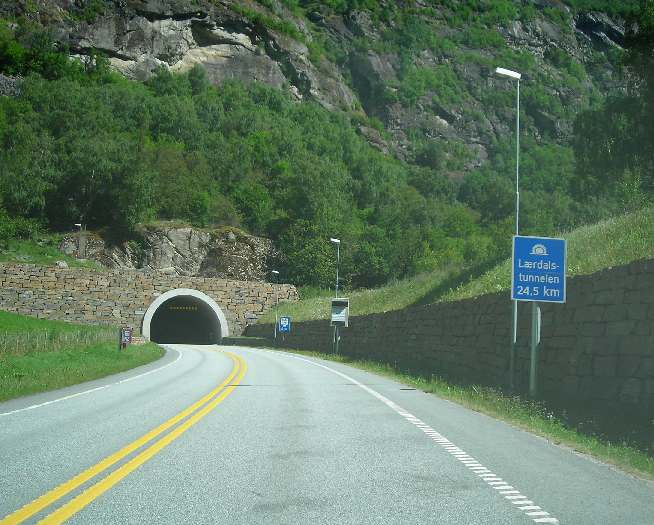
欧洲E16公路经过挪威洛达尔隧道
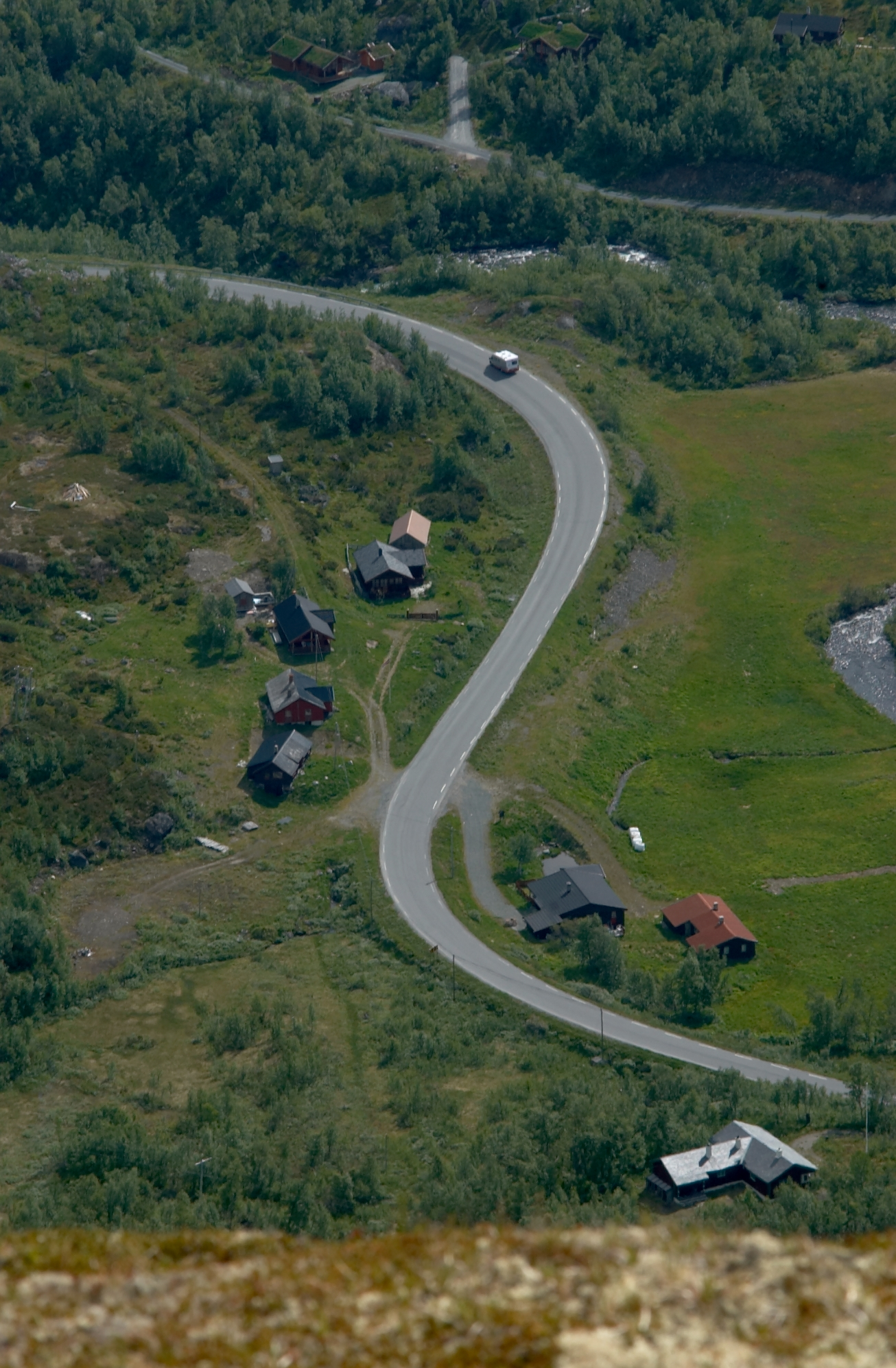
欧洲E16公路经过挪威格雷哈马牧场
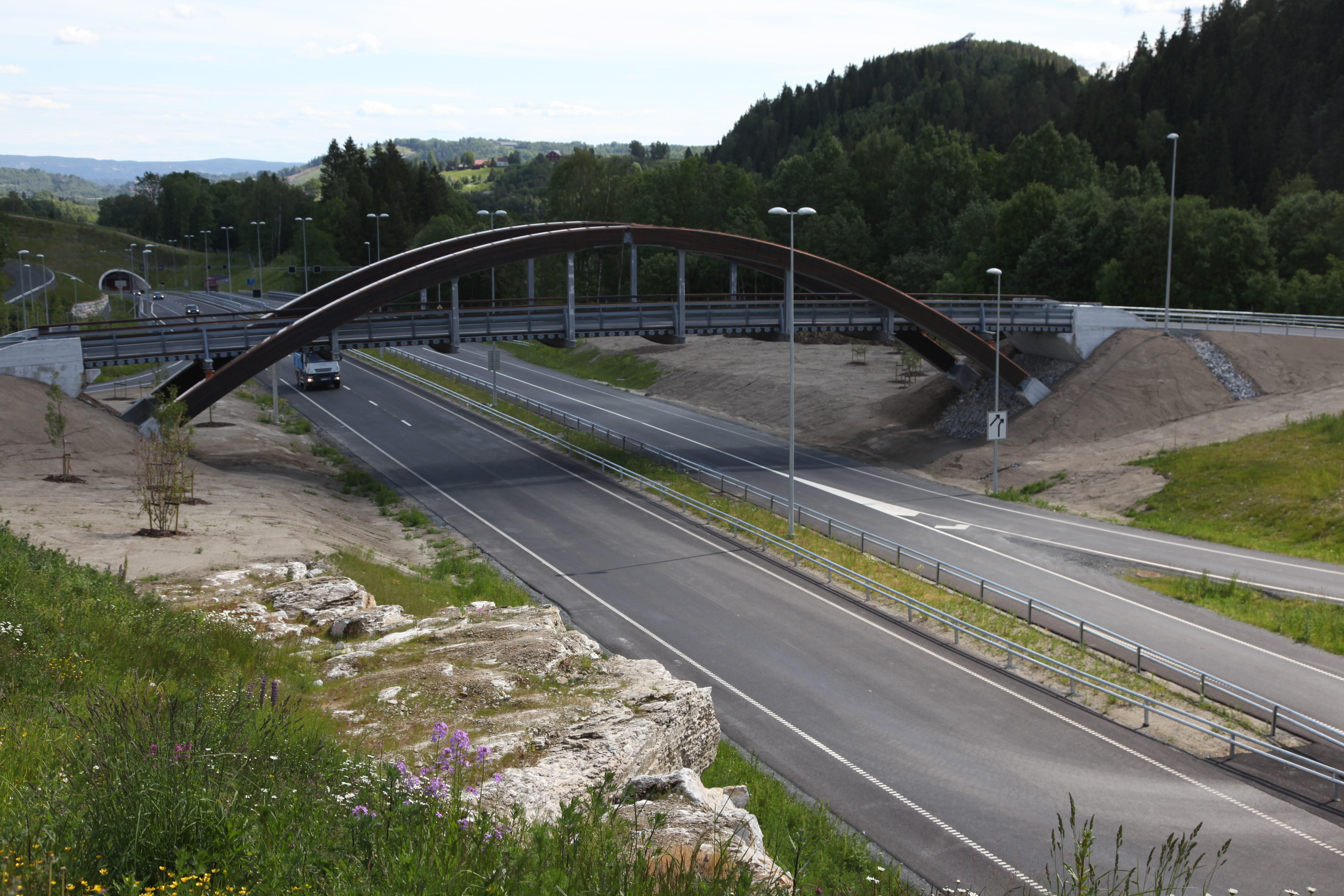
欧洲E16公路挪威贝鲁姆路段